# 久下恵美
久下 恵（くげ めぐみ、1980年9月4日 - ）は、日本の女優。旧芸名・久下 恵美（読み同じ）。スーパー・エキセントリック・シアター(SET)所属。兵庫県出身。

## 来歴
2000年劇団スーパー・エキセントリック・シアター入団。同年『イグノランティス大陸』でデビュー。劇団内での活動の他、客演舞台、TVドラマやCF等で幅広く活動。2011年には、及川奈央と二人で演劇ユニット「類類～Lui Lui～」を結成した。

## 人物
- 特技：バレエ、日舞、狂言、ジャズダンス、アクション[2]
- 趣味：スポーツ、散歩[2]
- 身長：158cm、体重：50kg[2]、靴のサイズ：23.5[4]
- 声に特徴があり、共演者や観客の感想として、声の印象について言及されることが多い。『猿股のゆくえ』で共演した三田村周三は、久下の「肉体美」について述べた後、「彼女の面白いところは、この容姿とは似ても似つかないバアチャン声です。このアンバランスが面白い」[5]としている。
- 明るい性格から、俳優仲間からは「稽古場の雰囲気を良くするムードメーカー」[6]、「良き姉貴」「ザ・コメディエンヌ」[7]などと呼ばれている。

## 出演

### 舞台
- 『イグノランティス大陸』(2000年9月16日-17日、モリエール/山崎大輔、なかのZERO)[2]
- 『THE スターダスト 〜和製音楽誕生物語〜』(2000年10月28日-11月14日、旗野修二/大沢直行/三宅裕司、東京芸術劇場中ホール)[8]
- 『イグノランティス大陸』(2002年1月16日-18日、モリエール/山崎大輔、中央区立中央会館)[要出典][9][リンク切れ]
- 明治座『居残り佐平次〜次郎長恋の鞘当て〜』(2002年5月2日-27日、水谷龍二) - 遊女・おこと役[4]
- SETミュージカル 『恋の骨折り損』(2002年2月、シェイクスピア/三宅裕司、東京芸術劇場)[4]
- 『幕末幻妖伝』(2002年10月12日-27日・11月2日-3日、大沢直行/三宅裕司、サンシャイン劇場・大阪厚生年金会館) - コン一族、他[10]
- 西川たけしプロデュース青春三部作 - 愛子役[1]
  - CHAINGANG vol.4 『CROSS ROAD』(2002年8月14日-18日・23日-24日、東京・中野ザ・ポケット・福岡・甘棠館SHOW劇場)
  - CHAINGANG vol.6 『こころのうた－思いは、届く－』(2004年6月30日-7月5日、大塚萬スタジオ)
  - CHAINGANG vol.7 『GO NOW〜夢は・・・かなう〜』(2005年6月29日-7月4日、中野ウエストエンドスタジオ)
- 『究極音波兵器 ULTIMATE SONIC ARM』(2003年10月4日-19日、木和語/三宅裕司、東京芸術劇場中ホール) - ニューミン、ダンサー、兵士役[要出典]
- 『天国への階段』(2005年2月23日-27日、大西一興/高橋知伽江、東京芸術劇場中ホール)[11]
- 『ザ・マッドドック・レジェンド 妄邪妄邪八犬電』(2005年5月12日-15日、大沢直行/宮内大、新宿シアターサンモール)[要出典][12]
- 舞台版 『こちら葛飾区亀有公園前派出所』30周年だよ！おいしいとこ取りスペシャル!! (2006年8月3日-13日、ラサール石井、全労済ホールスペース・ゼロ、DVD 2006年12月13日、ティー ワイ エンタテインメント - ポニーキャニオン)[13]
- 志村けん一座旗揚げ公演 『志村魂』(2006年4月6日-20日・22日-30日、東京芸術劇場・中日劇場)[4]
- Amuse Youth × SET collaboration 『ONLINE』(2006年6月7日-13日、森迅史/八木橋修、シアターVアカサカ)[要出典][14][出典無効]
- 熱海五郎一座 楽曲争奪ミュージカル 『静かなるドンチャン騒ぎ』(2006年7月6日-16日、サンシャイン劇場)[1]
- ROCK MUSICAL PROJECT #001 『ロッケンロールファイヤー』(2007年2月20日-25日、西川たけし、全労済ホールスペース・ゼロ)[2]
- 三田村組 『猿股のゆくえ』(2007年3月27日-4月8日、田村孝裕、サンモールスタジオ)
- ジェネレーションギャップVol.1 『NO BORDER』(2007年5月31日-6月3日、杉野なつ美/大関真、東京芸術劇場小ホール2)[要出典][15]
- 教育再生シリアスゲーム 『昭和クエスト』(2007年10月6日-21日・11月2日-4日、木和語/三宅裕司、東京芸術劇場中ホール・イオン化粧品シアターBRAVA!) - スナックのママ役、他[16]
- ROCK MUSICAL PROJECT #002 『ホワイトソング』(2008年2月21日-3月5日、笹塚ファクトリー)[1]
- ジェネレーションギャップVol.2 『部屋と僕と弟のはなし』(2008年7月2日-6日、大関真、シアターグリーンBOXinBOX) - アカネ役[要出典][17]
- 『任侠るねっさんす』(2008年10月11日-26日・10月31日-11月1日、木和語/三宅裕司、東京芸術劇場中ホール・大阪厚生年金会館芸術ホール)[18]
- 明治座初春公演 『あらんはらんしらん』(2009年1月2日-27日、萩本欽一) - 女黒子役[2]
- 『銀座浪漫派物語』(2009年10月28日-11月3日、銀座8丁目博品館劇場) - 大和笑子役[19]
- 熱海五郎一座 『男と女と浮わついた遺伝子』(2010年6月18日-7月4日、サンシャイン劇場)[2]
- カックラキン大劇場 『お化け物語』(2010年8月6日-10日、渡辺正行、中日劇場) - 管理人・佐藤役[2]
- 明治座初春公演 『いかんどっかんあっけらかん』(2011年1月2日-28日、萩本欽一)[1]
- 三宅裕司生誕60周年記念 伊東四朗一座・熱海五郎一座合同公演 『こんにちは赤ちゃん』(2011年5月27日-6月12日、妹尾匡夫/三宅裕司/伊東四朗、赤坂ACTシアター) - UFOを目撃したおばちゃん、ダンサー、記者役[20]
- ジェネレーションギャップVol.4 『じいちゃんのドロップキック』(2011年7月21日-24日、全労済ホールスペース・ゼロ)[21]
- ［類類］Vol.1 『女のキモチ』 (2011年9月15日-18日、企画・原案 及川奈央・久下恵美、脚色・演出 金沢知樹、劇場HOPE(中野ポケットスクエア))[3] - 長野まさ子役
- 第49回本公演にしちゃおうか!?番外公演 『あちらをたてれば、こちらがたたず』 第一部 Super Eccentric Live! Part 2 DANCETAINMENT 『エッセンス オブ オーバー ザ レインボー』（2011年11月25日-27日、サンシャイン劇場） - けもの＆こだま
- ROCK MUSICAL PROJECT #003 『ONE LOVE』(2012年1月12日-15日、吉祥寺シアター) - ウメコ役
- 気晴らしBOYZ 『MILLION　DOLLAR　ED』(2012年5月29日-6月3日、脚本・演出 田中大祐、ウッディシアター中目黒)
- ［類類］Vol.2 『ワルイオンナ』 (2012年9月20日 - 23日、北川亜矢子/大関真、高田馬場ラビネスト) - 町子役 [22]
- 第50回記念本公演 『上海ローズ』（2012年11月1日-18日・22日、サンシャイン劇場・新潟県民会館大ホール）
- ミレニアムズ 村上尚子引退公演『村上尚子の辞めるまでにしたい10くらいのこと… 〜考えてみたけど10もなかった〜』 (2012年12月26日 - 27日、脚本 杉野なつ美, 福島カツシゲ,佐藤秀一（3LDK）, 北川亜矢子、脚色・演出 ミレニアムズ、高田馬場ラビネスト)
- ジェネレーションギャップVol.5 『アトノマツリ』(2013年3月16日-24日、シアターサンモール) - クロ役
- 喜劇『おちゃのこ妻妻』－品川区商店街物語－ (2013年4月5日-14日、荏原平塚総合区民会館 スクエア荏原 ひらつかホール)
- 青山メインランド プレゼンツ『横山剣　大座長公演』(2013年5月6日-9日、秋元康/遠藤察男/ラサール石井、浅草公会堂)
- 熱海五郎一座 一座結成10周年記念公演『天使はなぜ村に行ったのか』(2013年6月21日-7月7日・7月13日-14日、妹尾匡夫/三宅裕司、サンシャイン劇場・森ノ宮ピロティホール)
- 『逆転裁判 ～逆転のスポットライト～』 (2013年7月31日-8月4日・2014年4月9日-13日、斉藤栄作/大関真、六行会ホール・草月ホール) - 大場カオル役
- ［類類］Vol.3 『Tokaido girls～おんな東海道中膝栗毛～』 (2013年8月20日-9月1日、作・演出 池田鉄洋、新宿シアターブラッツ) - 北川マエ役 [23][24]
- 第51回本公演 ミュージカル・アクション・コメディー『スキャンダラス列島』～what a wonderful world～ （2013年11月14日-12月1日・12月13日、金沢知樹/三宅裕司、サンシャイン劇場・金沢歌劇座) - カメラマン助手他
- 明治座3月 欽ちゃん奮闘公演 THE LAST 『ほめんな ほれんな とめんな』 (2014年3月7日-30日、秋房子/君塚良一、明治座) - トヨ役
- 熱海五郎一座 新橋演舞場進出記念公演 東京喜劇『天然女房のスパイ大作戦』 (2014年6月5日-29日、三宅裕司、新橋演舞場) - 木網蒼留役
- ユーキース・エンタテインメント 第15回プロデュース作品 『鑑識結果』 (2014年8月5日-10日、禱映/AF,AI、高田馬場ラビネスト)
- 創立35周年記念公演・第52回本公演 ミュージカル・アクション・コメディー『Mr.カミナリ』（2014年10月25日-11月9日、金沢知樹/三宅裕司、サンシャイン劇場)
- 『逆転裁判2 さらば逆転裁判』 (2015年4月29日-5月10日、俳優座劇場) - 大場カオル役[25]
- 熱海五郎一座 新橋演舞場進出第二弾 爆笑ミステリー『プリティウーマンの勝手にボディガード』 (2015年6月2日-26日、三宅裕司、新橋演舞場)
- ミュージカル・アクション・コメディー『ディストピア西遊記』 (2015年7月30日-8月2日、大沢直行・三宅裕司/大関真、東京芸術劇場シアターウエスト)
- ［類類］Vol.4『半狂乱。』 (2015年9月4日 - 8日、脚本 北川亜矢子、演出 大関真、新宿シアターモリエール) [26]
- ROCK MUSICAL PROJECT『ONE LOVE』 (2016年1月29日 - 31日、西川たけし、新宿FACE)
- 大森カンパニープロデュース『更地ベスト～SAKURA～』 （2016年3月29日-4月3日、故林広志/大森博、下北沢シアター711）
- 舞台『鋼の錬金術師』（2023年3月8日 - 12日、新歌舞伎座 / 3月17日 - 26日、日本青年館ホール）- ピナコ・ロックベル 役[27]
  - 舞台『鋼の錬金術師』-それぞれの戦場-（2024年6月8日 - 16日、日本青年館ホール / 6月29日 - 30日、SkyシアターMBS）[28]
- 明治座創業150周年記念 舞台『赤ひげ』（2023年10月28日 - 11月12日、明治座 / 12月14日 - 16日、新歌舞伎座）[29]
- 舞台『ロッカールームに眠る僕の知らない戦争』（2024年2月2日 - 4日、草月ホール）[30]

### 映画
- 情無用の刑事まつり〜パラダイスボンボン刑事〜 (2004年、古田亘、コムテッグ)[31]
- おのぼり物語 (2010年7月17日、東京テアトル)[1] - 看護士役
- ひみつのアッコちゃん (2012年9月1日、松竹)
- MARCHING －明日へ－ (2014年5月24日、MARCHING) - カラーガード

### TV
- スカイハイ 第1話 (2003年1月17日、テレビ朝日)[32] - 美也子役
- ウッチャンナンチャンのウリナリ!! ナトゥLIVE ON STAGE (日本テレビ)[4]
- 大河ドラマ『武蔵 MUSASHI』第12,41,45,47,48話 (2003年3月23日,10月12日,11月9日,23日,30日、NHK)[32] - 又八の家の奉公人
- 月曜ドラマシリーズ『妻の卒業式』第3話 (2004年7月12日、NHK)[32]
- 上海タイフーン (2008年9月、NHK)[2] - 渚子役
- 祝女 Season2 “girl's HIT CHART”(2010年11月25日,2011年1月27日、NHK)[要出典][33]
- ショートピース 第1弾 (2011年3月20日、フジテレビ)
- 名前をなくした女神 第5話 (2011年5月10日、フジテレビ)[32] - 遊園地のスタッフ
- 『113回目のお見合いと15年の婚活』ドラクロワ Season2 (2011年10月28日、NHK) - 113回目のお見合いで見事結婚した女性 役
- 土曜ドラマスペシャル『使命と魂のリミット』 (2011年11月5日、12日、NHK) - 青木由美役
- 読売テレビ開局55周年記念ドラマ『泣いたらアカンで通天閣』 (2013年3月25日 - 27日、読売テレビ) - 同僚役
- 孤独のグルメ Season3 第5話 （2013年8月7日、テレビ東京） - キャラバンサライ女性店員 役
- 赤と黒のゲキジョースペシャルドラマ『上流階級〜富久丸百貨店外商部〜』（2015年1月16日、フジテレビ）
- 遺留捜査 第6シリーズ 第8話（2021年3月4日、テレビ朝日） - 浜岡実枝 役
- 特捜9 season5 第2話（2022年4月13日、テレビ朝日） - 松田真弓 役

### ラジオドラマ
- DOCOMO MIDNIGHT ON THE PLANET (2006年、J-WAVE)[1]

### WEB配信
- 「厄年、目くそ鼻くそを笑う。」 (配信 2014年9月27日、lui-lui 類類) - 京子 役

### PV
- サザンオールスターズ「Hotel Pacific」（2000年）[4]

### CF
- マンスリーレオパレス・ダイエット篇（2000年）[4]
- 金のつぶ納豆（2001年）[4]
- ジャスコ特別感謝祭（2001年）[1]
- スクラッチ!（2006年,2008年,2009年）
- マルハン (2007年、東北地方限定)[2]
- ヤクルトジョア（2008年）[2]

### WEB CM
- 近畿ろうきん（2006年）[4]
- トヨタNetz『Netzでクルマを買う100の理由』（2007年）[2]
- 棒をたたせろ　刑事ショッピング（2008年）[1]
- 新宿中央通り 三代目・ハルちゃん（2011年1月 - ）[34]

### トーク番組等
- 世田谷的演劇案内 THEATER F (2011年6月2日、エフエム世田谷)
- 及川奈央の自然体にもほどがある2 (2011年8月25日,2012年4月26日,2013年2月7日、ニコジョッキー)
- トッシー・ほったまの「ばかだなぁ〜♪って言われたい」第230回,第231回,第266回,第283回,第284回 (2011年8月26日,9月2日,2012年5月4日,8月31日,9月7日、SET Podcast)
- 「鉄平・哲也の鉄の哲学」第243回,第244回,第274回,第275回 (2011年8月30日,9月6日,2012年4月10日,17日、SET Podcast)
- カンフェティch (2011年9月6日、あっ!とおどろく放送局) - ゲスト
- あさイチ『知って得する女の“涙力”』 (2011年10月25日、NHK) - 涙力測定
- 最高位戦日本プロ麻雀協会 新春ペアマッチ2014 (2013年4月29日、【麻雀の殿堂】梶やんチャンネル)
- 類類の自然体にもほどがある3 (2014年10月2日 - ) - レギュラーMC